# 永瀬沙世
永瀬 沙世（ながせ さよ ）は、日本の写真家。
東京をベースに活動する写真家、アーティスト、ヨモギブックス主催。
最新作「MERRY-GO-ROUND」を含む11冊の写真集を制作。そのうちパリを拠点とするストックホルムの「LIBRARYMAN社」から2冊出版される。2016年からGALLERY 360°で3度の個展を行い、今年の個展「MERRY-GO-ROUND」をALで発表。写真作品の展示のみでなく独自の空間を作り上げた。さまざまな方法で枠にとらわれず世界観を表現し、コンスタントに作品を発表し続けている。

## 作品

### 写真集
・青の時間～THROUGH THE LOOKING-GIRL～　(2006年　プチグラパブリッシング 刊)
・Water Tower　(2011年　Yomogi Books 刊)
・Asphalt & Chalk　(2011年　Libraryman 刊)
・White Flowers   (2012年　Yomogi Books & twelvebooks 刊)
・PINK LEMONADE 　(2013年　Libraryman 刊)
・FOLLOW UP  追跡 -J002E3- 　(2014年　Yomogi Books 刊)
・SPRITE　(2016年　Yomogi Books 刊)
・CUT-OUT　(2016年　Yomogi Books 刊)
・THE VOID　(2017年　Yomogi Books 刊)
・Milky Way　(2018年　Yomogi Books 刊)
・MERRY-GO-ROUND　(2019年　Yomogi Books 刊)

## 展示

### 個展
・「GREAT NOISE!」(2003年　Tokyo Designers Brock Central East )
・「DON’T WORRY BE HAPPY」(2004年　恵比寿 VIDKID）
・「青の時間～THROUGH THE LOOKING-GIRL～」(2006年　Aoyama Book Center HMV shibuya）
・「青の時間～THROUGH THE LOOKING-GIRL～」(2007年　大阪 digmeout 　松本 Parco）
・「空中リフレクション」(2009年　代官山 SPEAK FOR)
・「The trinity」(2010年　赤坂 Nidi gallery）
・「Water Tower」(2011年　渋谷 Nidi gallery）
・「White Flowers」(2012年　恵比寿 AL）
・「PINK LEMONADE」 (2013年　恵比寿 AL）
・「FOLLOW UP 追跡 -JOO2E3-」(2014年　恵比寿 AL）
・「SPRITE 」(2016年　恵比寿 AL）
・「CUT-OUT」(2016年　南青山 Gallery360°）
・「THE-VOID」(2017年　南青山 Gallery360°）
・「Milky Way -天の川-」(2018年　神宮前 360° ）
・「MERRY-GO-ROUND」(2019年　恵比寿 AL ）

### グループでの展示、パブリケーション
・「Various Photographs」edited and with an introduction by Tim Barber (2009年　ニューヨーク,TV Books刊)
・「SEND ME DEAD FLOWERS」 AD古平正義氏とのコラボレーション展 東京ADC賞入賞 　(2003年　渋谷 HB gallery）
・「NEW YORK Photo festival 2008」作品出品 　（2008年）
・「magnifique!」 curation by hiromix　（2010年　六本木 hiromiyoshii gallery）
・「Asphalt & Chalk」 　(2011年　ロゴス/パルコ渋谷店)
・　A poster exhibition “Looking up”  ,ノルウェー,オスロ2012   シブカル祭　(2011年)
・「JAPANESE ART PHOTOGRAPHERS」,IMA Tokyo art fair　（2013年）
・「Multiple & Edition works by GALLERY 360°」　(2017年    南青山 スパイラル)
・「THINKING OF YOU -SEND A MESSAGE-」　(2017年　IMA gallery)